# Gimnastică la Jocurile Olimpice de vară din 2024 - Bârnă feminin
Proba feminină de gimnastică bârnă de la Jocurile Olimpice de vară din 2024 a avut loc în perioada 28 iulie-5 august 2024 la Palatul Sporturilor din Paris-Bercy din Paris, Franța.

## Program
Orele sunt ora Franței (UTC+1) 
| Data                    | Timp  | Etapă      |
| ----------------------- | ----- | ---------- |
| Duminică, 28 iulie 2024 | 09:30 | Calificări |
| Luni, 5 august 2024     | 12:00 | Finala     |

## Rezultate

### Calificări
| Loc | Gimnastă              | Dificultate | Execuție | Penalizare | Total  | Rezultat |
| --- | --------------------- | ----------- | -------- | ---------- | ------ | -------- |
| 1   | Zhou Yaqin (CHN)      | 6,6         | 8,266    |            | 14,866 | C        |
| 2   | Simone Biles (USA)    | 6,4         | 8,333    |            | 14,733 | C        |
| 3   | Rebeca Andrade (BRA)  | 6,1         | 8,400    |            | 14,500 | C        |
| 4   | Sunisa Lee (USA)      | 6,0         | 8,033    |            | 14,033 | C        |
| 5   | Sabrina Voinea (ROU)  | 6,1         | 7,900    |            | 14,000 | C        |
| 6   | Manila Esposito (ITA) | 5,6         | 8,366    |            | 13,966 | C        |
| 7   | Alice D'Amato (ITA)   | 5,6         | 8,266    |            | 13,866 | C        |
| 8   | Júlia Soares (BRA)    | 5,6         | 8,200    |            | 13,800 | C        |
| 9   | Sanne Wevers (NED)    | 5,6         | 8,166    |            | 13,766 | R1       |
| 10  | Marine Boyer (FRA)    | 5,8         | 7,966    |            | 13,766 | R2       |
| 11  | Luo Huan (CHN)        | 6,2         | 7,533    |            | 13,733 | R3       |

Rezerve
Rezervele pentru finala la bârnă:
1. Sanne Wevers (NED)
2. Marine Boyer (FRA)
3. Luo Huan (CHN)

### Finala
| Loc | Gimnastă              | Dificultate | Execuție | Penalizare | Total  |
| --- | --------------------- | ----------- | -------- | ---------- | ------ |
| 1   | Alice D'Amato (ITA)   | 5,8         | 8,566    |            | 14,366 |
| 2   | Zhou Yaqin (CHN)      | 6,6         | 7,500    |            | 14,100 |
| 3   | Manila Esposito (ITA) | 5,8         | 8,200    |            | 14,000 |
| 4   | Rebeca Andrade (BRA)  | 5,7         | 8,233    |            | 13,933 |
| 5   | Simone Biles (USA)    | 6,2         | 7,200    | 0,300      | 13,100 |
| 6   | Sunisa Lee (USA)      | 6,2         | 6,900    |            | 13,100 |
| 7   | Júlia Soares (BRA)    | 5,3         | 7,033    |            | 12,333 |
| 8   | Sabrina Voinea (ROU)  | 5,8         | 5,933    |            | 11,733 |